# ذى قريع (السياني)

تعديل مصدري - تعديل

ذى قريع محلة تابعة لقرية محطب، التابعة لعزلة هدفان بمديرية السياني إحدى مديريات محافظة إب في الجمهورية اليمنية، بلغ تعداد سكانها 71 حسب تعداد اليمن لعام 2004.